# Theatergroep Tuig
Theatergroep Tuig is een Nederlands theatergezelschap onder leiding van Marc van Vliet, dat bestaat sinds 1998. Bij de voorstellingen van Tuig staat de installatie centraal. Het theatergezelschap treedt onder meer op op De Parade, Oerol en het Utrechtse Festival aan de Werf. In 2003 had Tuig zijn internationale doorbraak met de voorstelling Salto Vitale. Andere voorstellingen van Tuig zijn Hoefslagwerk, Kippedrift, Het Web, Tegenwind, Tocht en Schraapzucht.